# Jürgen Barth
Jürgen Barth, né le 10 décembre 1947 à Thum en Saxe, est un ingénieur et ancien pilote allemand. Vainqueur des 24 Heures du Mans en 1977, il est le fils du pilote de Formule 1 Edgar Barth.

## Biographie

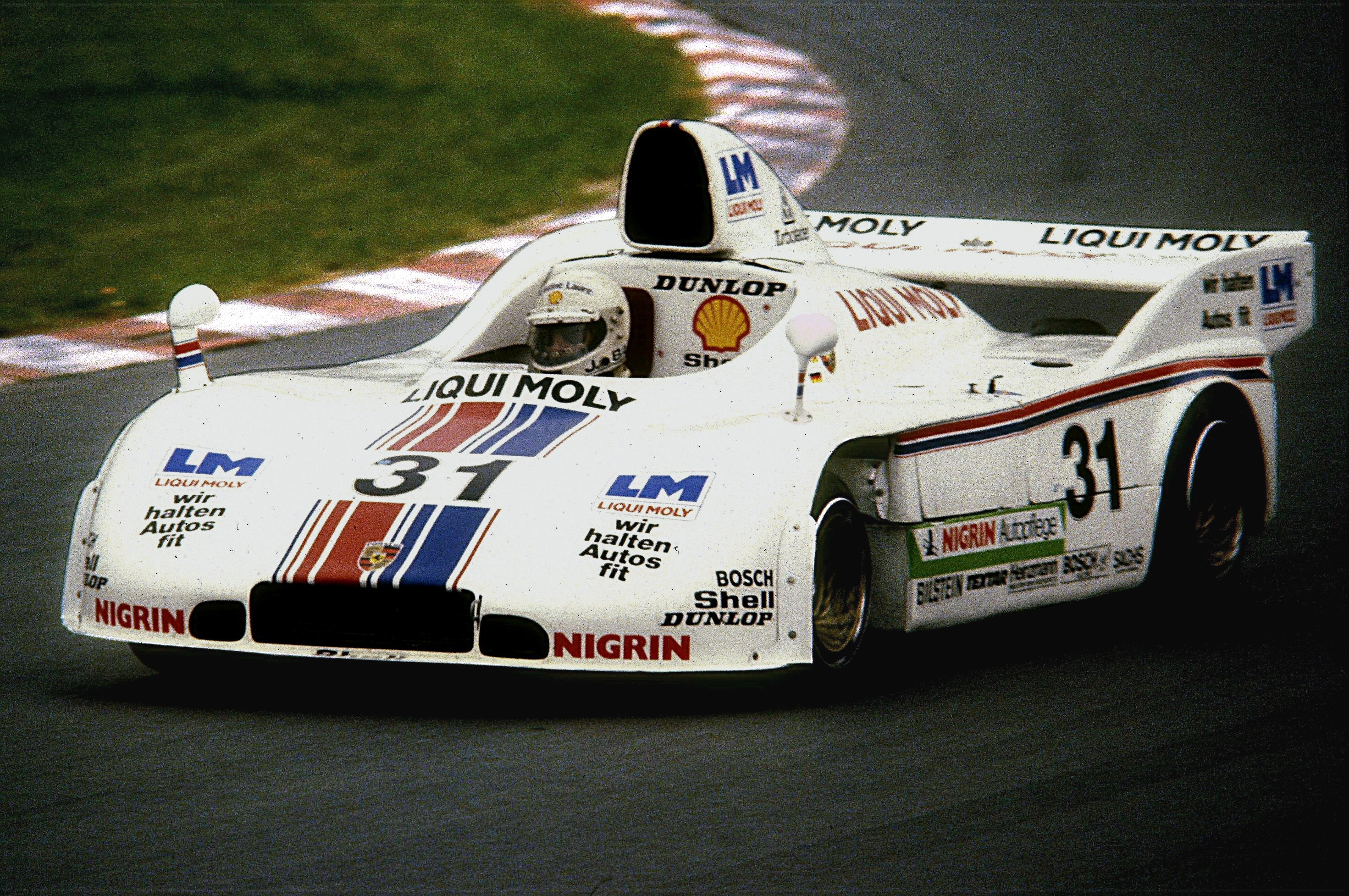
Jürgen Barth sur Porsche 908.3 Turbo au Nürburgring en 1980.

Longtemps pilote d'usine Porsche en sport-prototypes, il termine 8e de ses premières 24 Heures du Mans en 1971, et 10e de sa première Targa Florio en 1972. 
En 1974, il termine 4e des 1 000 km de Spa, en compagnie de John Fitzpatrick, sur une 911 Carrera RSR du Gelo Racing, puis 6e des 1 000 km de Brands Hatch pour le compte du Jöst Racing, sur une 908/03.
En 1975, il fait partie intégrante de l'écurie allemande. Il termine 5e des 1 000 km de Monza et du Nürburgring. Ensuite, il termine 4e des 1 000 km de Zeltweg et au Mans.
En 1976, il commence la saison avec une 4e place aux 6 heures du Mugello en Groupe 5. Il dispute ensuite la saison de Groupe 6 et signe deux podiums (4 heures de Monza et 500 km d'Imola) et, enfin, deux quatrièmes places aux 500 km de Dijon et aux 200 miles du Salzburgring.
En 1977, s'il ne rencontre aucun succès en championnat du monde, il remporte enfin les 24 Heures du Mans en compagnie de Jacky Ickx et d'Hurley Haywood, sur une 936.
En 1978, en championnat du monde, seule une 5e place aux 1 000 km du Nürburgring vient le consoler d'une saison décevante. Néanmoins, il monte une nouvelle fois sur le podium manceau, en finissant 2e en compagnie de Jacky Ickx et Bob Wollek, derrière l'Alpine A442B de Jean-Pierre Jaussaud et Didier Pironi. 
L'année suivante, il ne court que très peu. Il se fait même disqualifier au Mans.
En 1980, il termine 2e des 6 heures de Silverstone sur une Porsche 908/3 de, et avec, Siegfried Brunn. Dans la foulée, il revient dans l'écurie d'usine et remporte les 1 000 km du Nürburgring, avec Rolf Stommelen, sur une 908/3 turbo et termine 6e au Mans avec Manfred Schurti sur une  924 Carrera GT Turbo. Il termine ensuite 5e des 6 Heures de Watkins Glen pour le Dick Barbour Racing sur une 935 K3. En septembre, c'est avec Henri Pescarolo et une Porsche 935/77A du Spotwagen System qu'il gagne les 1 000 km de Dijon.
Après cette année faste, il doit se contenter d'une 6e (1 000 km du Nürburgring) et d'une 7e places (Mans) en 1981.
En 1982, il ne court qu'au Mans. C'est sur un dernier podium (qui assure le triplé aux 956 d'usine), en compagnie d'Al Holbert et Hurley Haywood, qu'il met fin à sa carrière.
Il reviendra, une dernière fois, dans la Sarthe, en 1993. Sur une 911 de l'écurie Larbre Compétition, il termine 15e.
Après sa carrière de pilote, il a coécrit un livre sur l'histoire sportive de Porsche. 
En 1994, en compagnie des français Patrick Peter (Peter Auto) et Stéphane Ratel (SRO), il met en place le championnat GT BPR qui devient ensuite le championnat FIA GT.
En parallèle, il crée, en Allemagne, le championnat ADAC GT Masters, réservé au GT3.

## Palmarès

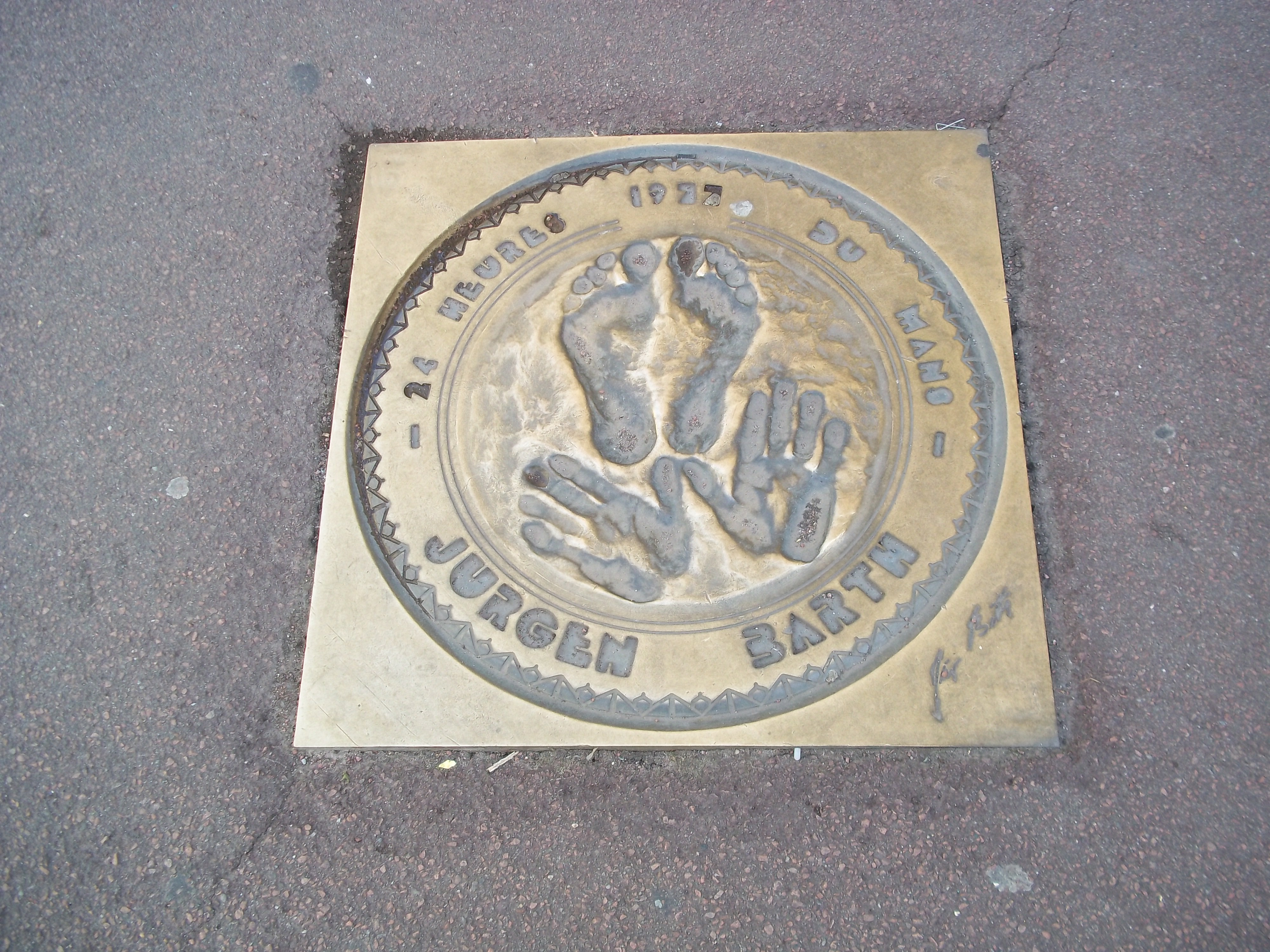
Plaque de bronze en hommage à Jürgen Barth, vainqueur des 24 Heures du Mans 1977. Elle fait partie des empreintes des vainqueurs insérées dans le sol des rues piétonnes du centre du Mans.

- 1977 : vainqueur des 24 Heures du Mans (et Groupe 6 >2L.)
- 1980 : vainqueur des 1 000 kilomètres du Nürburgring
- 1980 : vainqueur des 1 000 kilomètres de Dijon (avec Pescarolo)[1]
- 1981 : vainqueur des 24 Heures du Mans catégorie GTP >3L.
- 1993 : vainqueur des 24 Heures du Mans classe GT
- 1980 : 2e des 1 000 kilomètres de Monza
- 1980 : 2e des 6 Heures de Silverstone
- 1994 : 2e des 24 Heures de Daytona
- 1995 : 1er Tour de France Automobile Historique

## Ses treize participations au Mans[2]
| Année | Constructeur (écurie)        | Coéquipiers                     | Résultat |
| ----- | ---------------------------- | ------------------------------- | -------- |
| 1971  | Porsche (René Mazzia)        | René Mazzia                     | 8e       |
| 1972  | Porsche (Louis Meznarie)     | Sylvain Garant - Michael Keyser | 13e      |
| 1973  | Porsche (Gelo Racing Team)   | Georg Loos                      | 10e      |
| 1974  | Porsche (Gelo Racing Team)   | Franz Pesch                     | Ab       |
| 1975  | Porsche (Joest Racing)       | Reinhold Joest - Mario Casoni   | 4e       |
| 1976  | Porsche (Joest Racing)       | Reinhold Joest                  | Ab       |
| 1977  | Porsche                      | Jacky Ickx - Hurley Haywood     | 1er      |
| 1978  | Porsche                      | Jacky Ickx - Bob Wollek         | 2e       |
| 1979  | Porsche                      | Jacky Ickx - Brian Redman       | Dis.     |
| 1980  | Porsche                      | Manfred Schurti                 | 6e       |
| 1981  | Porsche                      | Walter Röhrl                    | 7e       |
| 1982  | Porsche                      | Al Holbert - Hurley Haywood     | 3e       |
| 1993  | Porsche (Larbre Compétition) | Joël Gouhier - Dominique Dupuy  | 15e      |

## notes et références
1. ↑  « Jürgen Barth sur Circuit-Dijon-Prenois »(Archive.org • Wikiwix • Archive.is • Google • Que faire ?).
2. ↑  « Palmares de Jürgen Barth aux 24H du Mans », sur les24heures.fr (consulté le 22 avril 2023).